# قيرة
قيرة قرية فلسطينية في محافظة سلفيت، يبلغ عدد سكانها حوالي 1,278 نسمة حسب التعداد العام للسكان عام 2017، وتبلغ مساحتها 2,258 دونم، وهي من القرى المحتلة في حرب 1967.

## التسمية
هناك عدة تفسيرات لتسميتها بهذا الاسم، ومن هذه التفسيرات ما يقول إن معنى قيرة باليونانية (المرأة الجميلة)، وبالسريانية (السيدة التي تنجب)، وبالعربية (قيل إنها سميت باسم مرأة قحطانية سكنت القرية وتدعى «قريسية» أو طليب بن قيرة والذي ترجع أصوله إلى القحطاني باليمن أو إلى أصلها اللغوي القرى وهو إكرام الضيف، أو قيرة بمعنى القير (الحمر) أي القار الأسود الذي تطلى به الجمال عندما تصاب بمرض الجرب.[بحاجة لمصدر]

## التاريخ الحديث والمعاصر

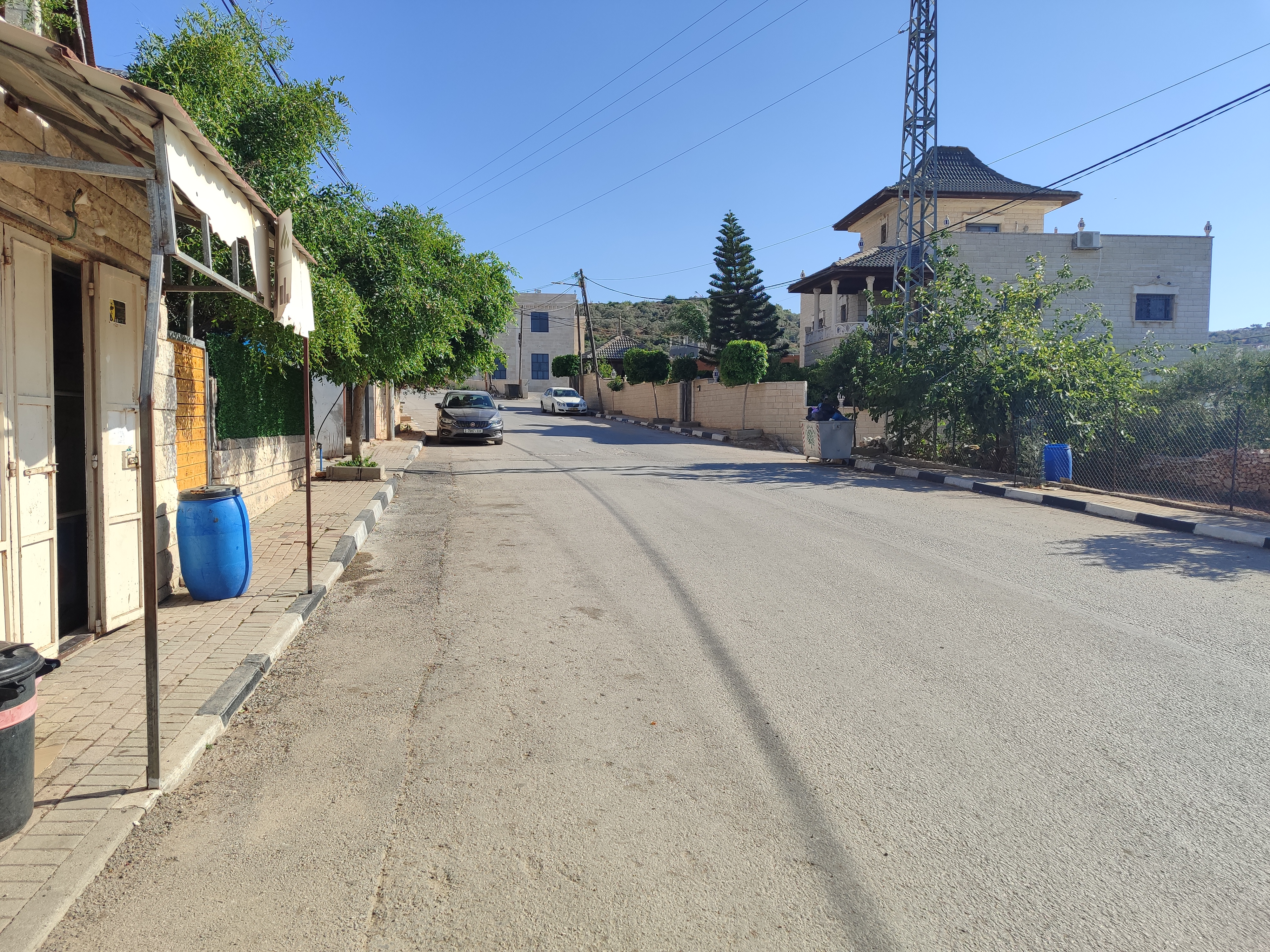
الشارع الرئيسي في قرية قيرة عام 2025

عُثر على آثار تعود لفترات العصر الحديدي الأول والثاني، الفارسي، الهلنستي، الروماني، البيزنطي، الأيوبي، المملوكي والعثماني. خلال الفترة الصليبية، كتب ضياء الدين المقدسي أن سكان القرية من المسلمون، وأن أتباع ابن قدامة عاشوا فيها.

### العهد العثماني
تبعت قيرة إلى الإمبراطورية العثمانية في عام 1517 مع كل فلسطين، وكانت تتبع ولاية شرق بيروت. في عام 1596 ظهر لأول مرة اسم قيرة في سجلات الضرائب العثمانية، حيث دفعوا معدل ثابت للضريبة بنسبة 33,3٪ على المنتجات الزراعية المختلفة، مثل القمح، والشعير، والمحاصيل الصيفية، والزيتون، والماعز، وخلايا النحل. في عام 1838 لاحظ الباحث الأمريكي إدوارد روبنسون أن القرية تقع في منطقة جورة مردة جنوب نابلس.
عام 1870، أشار عالم الآثار الفرنسي فيكتور جويرين أن قيرة بالكاد فيها 140 ساكن، وأنها على تل مغطى جزئياً بالزيتون. في عام 1882، أجرى صندوق استكشاف فلسطين الغربية مسحاً للقرية ووصفها بأنها «قرية معتدلة على أرض مرتفعة، ومصدر المياه من أحد البرك فيها».

### الانتداب البريطاني
في عام 1917، سقطت قيرة بيد الجيش البريطاني، ودخلت القرية مع باقي فلسطين مظلة الانتداب البريطاني على فلسطين عام 1920، وأصبحت قيرة تتبع لناحية الجماعينيات ضمن قضاء نابلس في تلك الفترة حتى وقوع النكبة.
أجرت سلطات الانتداب البريطاني تعدادا عاما للسكان عام 1922، وقد بلغ عدد السكان حوالي 87 نسمة. ثم تزايد العدد حتى وصل إلى 102 نسمة في تعداد عام 1931. أما في تعداد عام 1945، فبلغ عدد سكان قيرة حوالي 140 نسمة جميعهم مسلمون.

### الحكم الأردني
في أوائل خمسينيات القرن العشرين أتبعت قيرة للحكم الأردني بين حربي 1948 و1967، وكان عدد سكانها آنذاك حوالي 259 نسمة عام 1961، وكانت تتبع إدارياً إلى قضاء نابلس.

### النكسة
وقعت قيرة في يد الاحتلال الإسرائيلي بعد حرب 1967.

### السلطة الفلسطينية
بعد تأسيس السلطة الفلسطينية، قسمت أراضي القرية إلى قسمين: الأول شكل حوالي 97.6% وعرف باسم المنطقة «ب»، أما القسم الآخر فقد شكل النسبة المتبقية وعرف باسم المنطقة "ج". أتبعت القرية إداريًا لمحافظة سلفيت.

## الجغرافيا

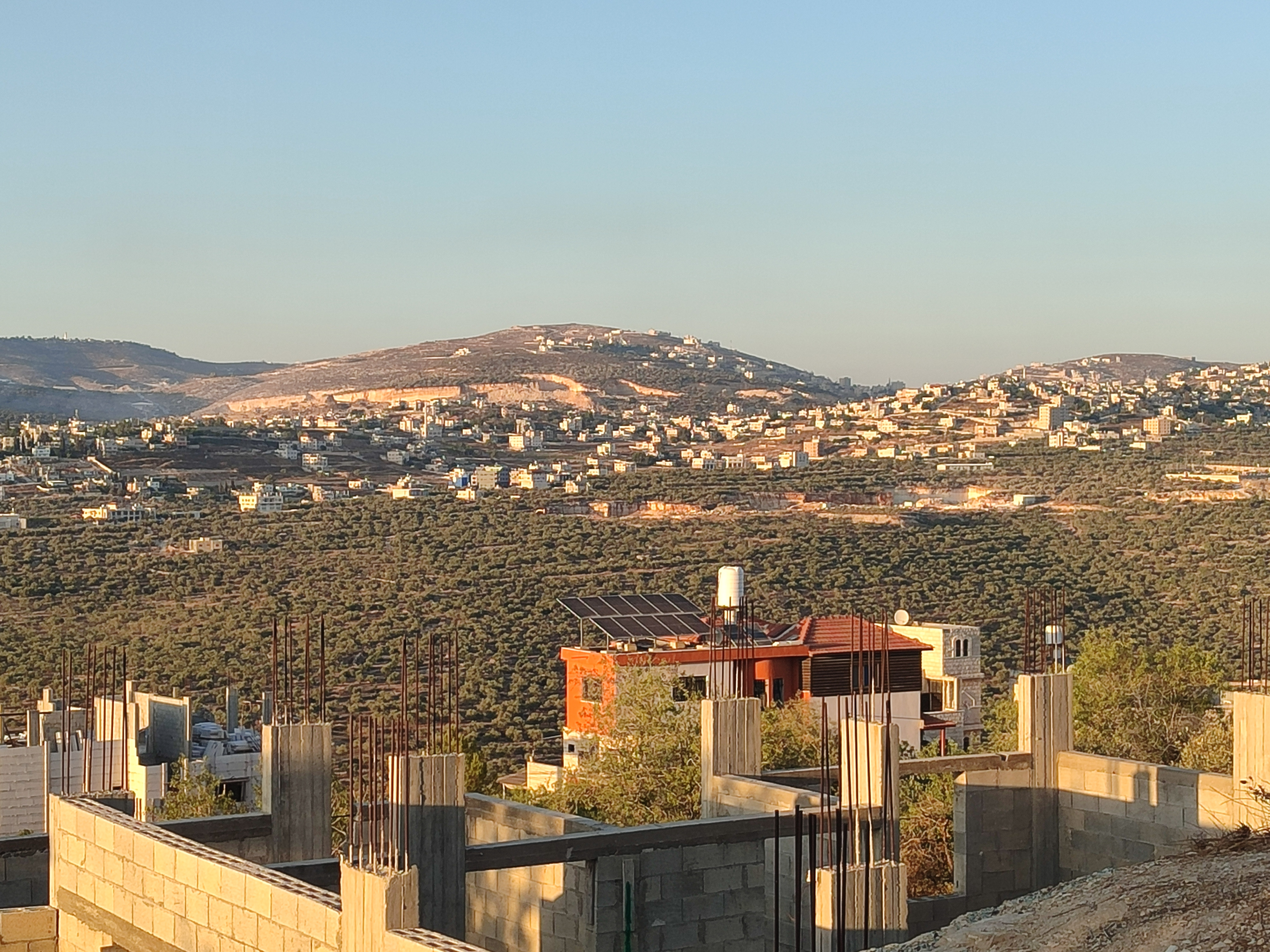
مبان جماعين وزيتا جماعين من قرية قيرة شمال محافظة سلفيت

تقع في وسط فلسطين، في الجزء الشمالي الغربي من الضفة الغربية، في الشمال الشرقي من محافظة سلفيت، على تلة ارتفاعها (482) مترًا عن سطح البحر، تبعد عن مركز مدينة سلفيت حوالي 8 كم إلى الشمال منها.

### المساحة
تبلغ مساحة قرية قيرة حوالي 2,258 دونمًا.

### حدود القرية
تحيط بالقرية عدة قرى هي: مردة من الشرق، وجماعين وزيتا جماعين من الشمال، وكفل حارس ودير استيا من الغرب، ومن الجنوب مدينة سلفيت. تتصل القرية بما حولها من القرى بعدة طرق معبدة، كما أن الشوارع داخل القرية معبدة أيضًا.

## السكان

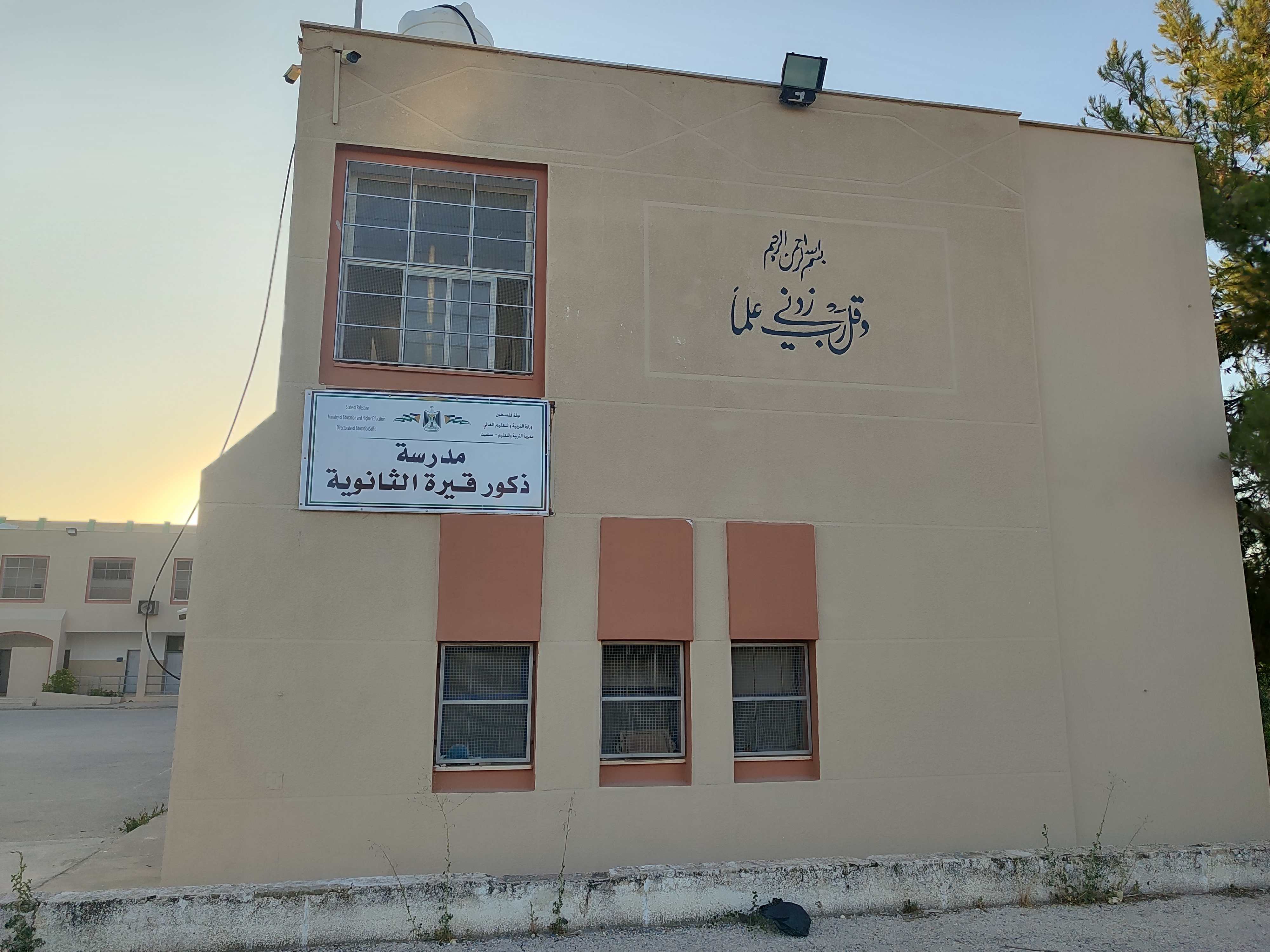
مبنى مدرسة ذكور قيرة الثانوية عام 2025

دخلت فلسطين وفود كبيرة عبر العصور من تجار وغيرهم وذلك؛ لموقعها الهام كنقطة وصل بين القارات، ومركز للحضارات والأديان.
| السنة      | (1870) | (1922) | (1931) | (1945) | (1961) | (تعداد 1997) | (تعداد 2007) | (تقدير 2012) | (تعداد2017) |
| ---------- | ------ | ------ | ------ | ------ | ------ | ------------ | ------------ | ------------ | ----------- |
| عدد السكان | 140    | 87     | 102    | 140    | 259    | 753          | 1,131        | 1,269        | 1,278       |

### عائلاتقيرة
يبلغ عددها تسعة عائلة تنحدر من أصول متنوعة، وهي: بكر، دلني، زيادة، طعم الله، طليب، عبدة، عرباسي، عواد، نمر.

## مؤسسات قيرة

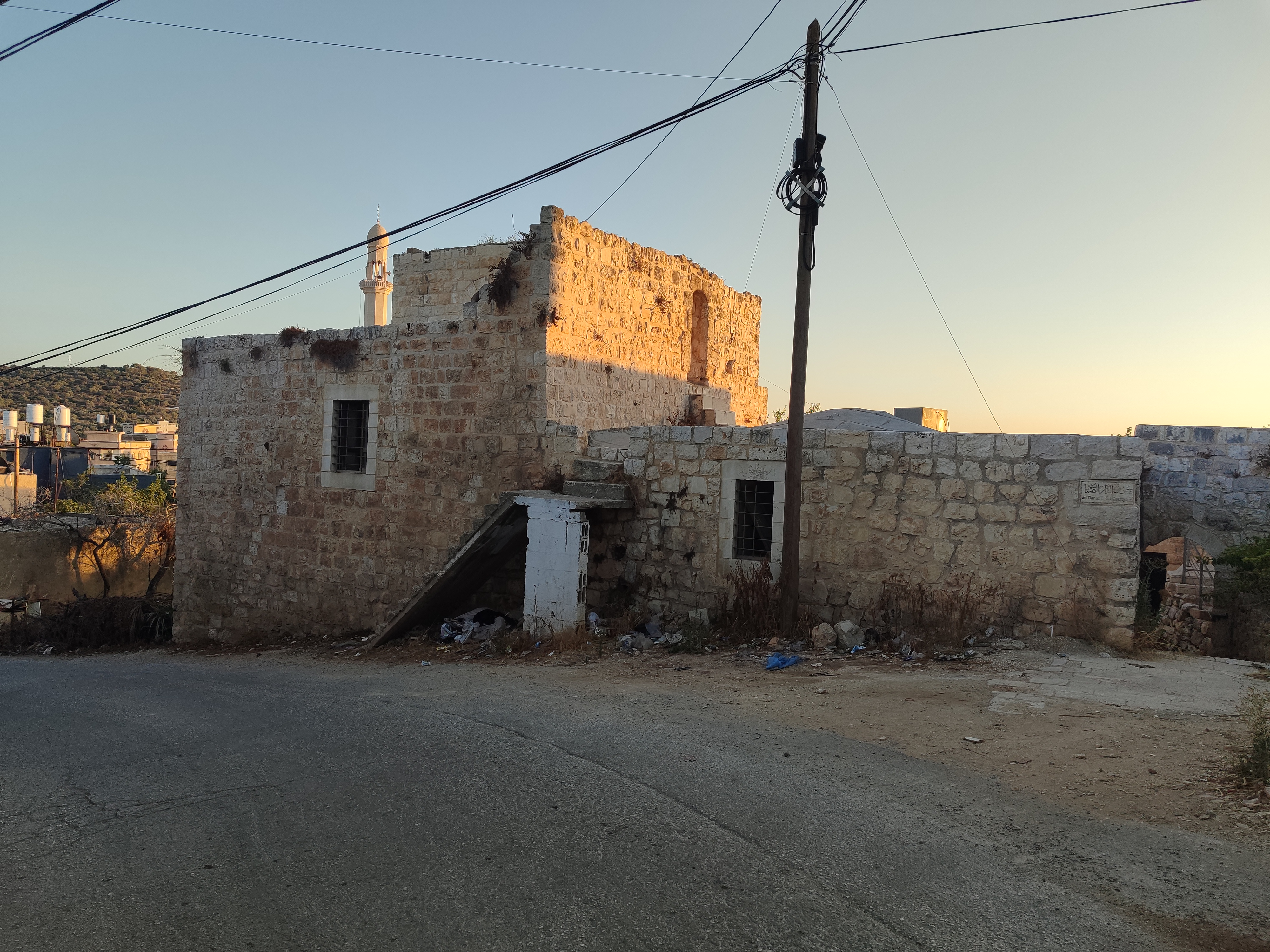
مبان قديمة على الشارع الرئيسي القرية عام 2025

يوجد عدة مؤسسات في القرية هي: المجلس القروي وعدد أعضائه تسعة أعضاء، وجمعية الهلال الأحمر الفلسطيني/شعبة قيرة.، وجمعية قيرة التعاونية، ومركز شباب قيرة، ونادي أطفال قيرة، بالإضافة إلى روضة أطفال، ومدرستين أساسية وثانوية مختلطتين، وعيادة صحة قيرة الحكومية.

## مصادر المياه

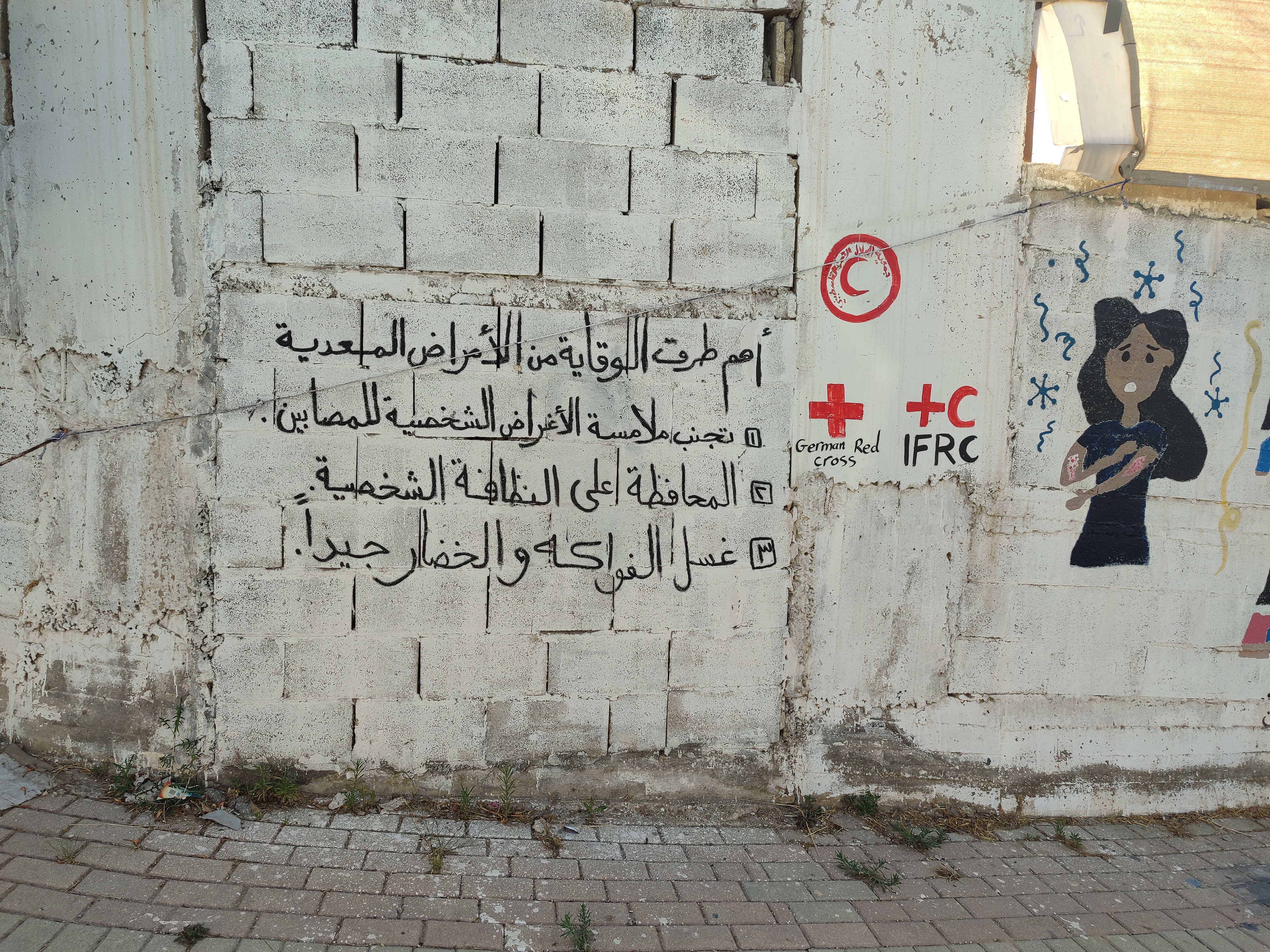
رسومات جدارية حول كيفية الوقاية من الأمراض المعدية في القرية عام 2025

## السياحة والآثار

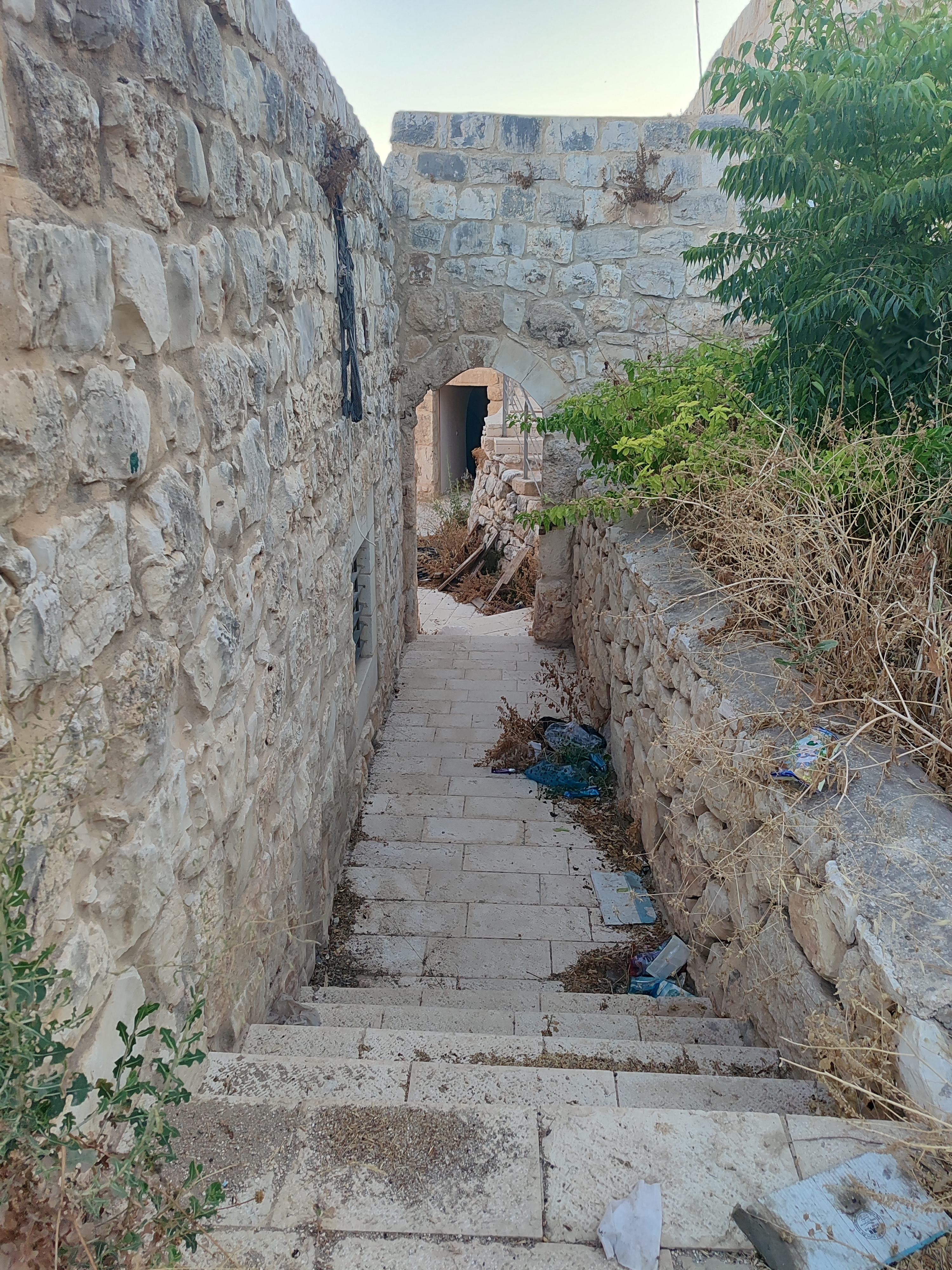
رواق لمبان قديمة في قرية قيرة شمال محافظة سلفيت